# Подгора (Гореня вас-Поляне)
Подгора (словен. Podgora) — поселення в общині Гореня вас-Поляне, Горенський регіон, Словенія. Висота над рівнем моря: 424,6 м.